# Sebastiano Vini

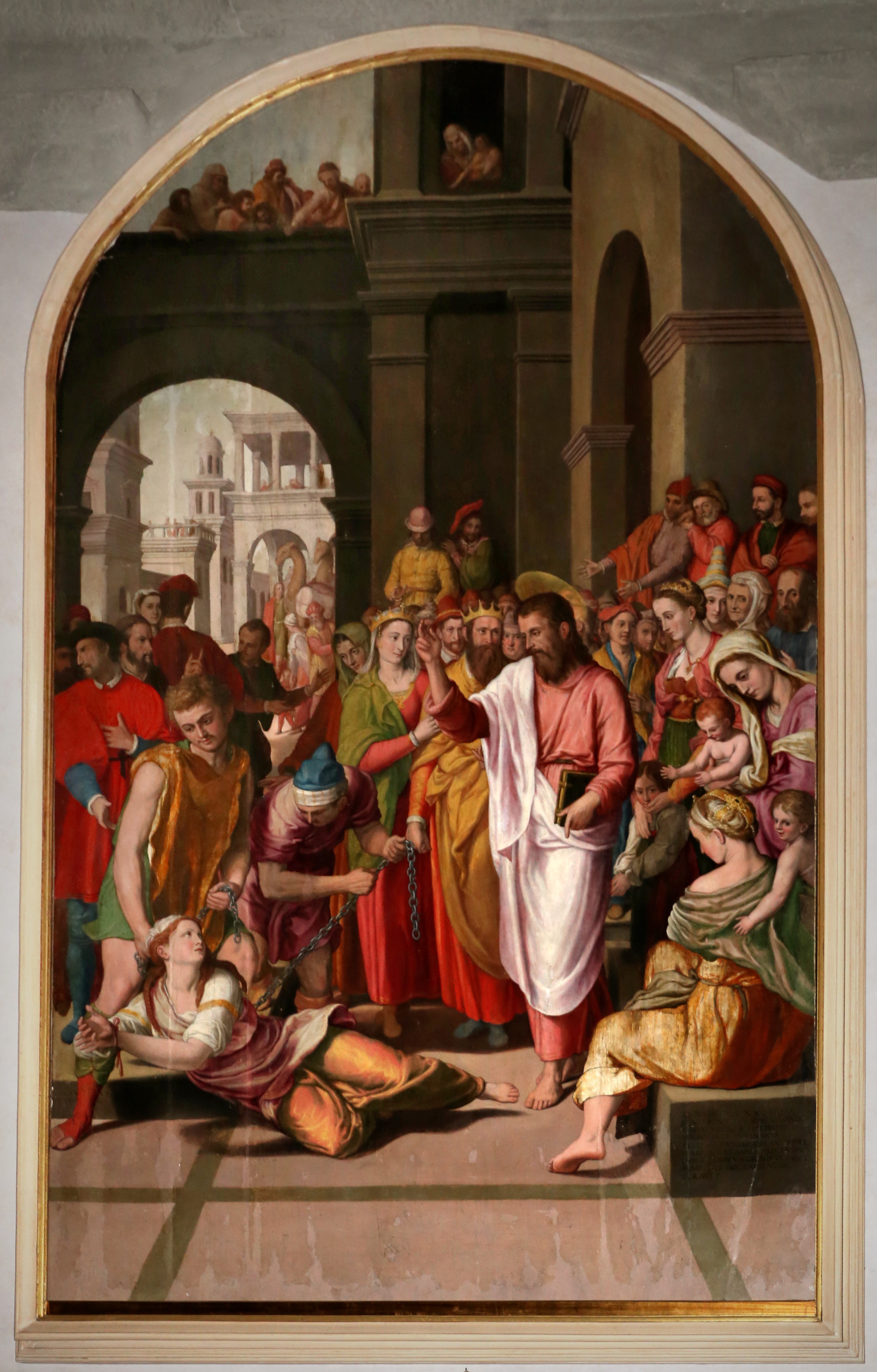
Miracolo di san Bartolomeo, 1570, chiesa di San Bartolomeo (Cutigliano)

Sebastiano Vini (Pesina, 1515 circa – Pistoia, 11 agosto 1602) è stato un pittore italiano.

## Biografia
Figlio di un certo Giovanni di Piero, si formò a Verona a fianco di Domenico Brusasorci. Coinvolto nel cantiere della decorazione di palazzo Te a Mantova, dovette diventare qui amico di Benedetto Pagni, che lo portò con sé a Pistoia. Qui, nel 1548, sposò una donna del luogo e intraprese una prolifica carriera, inserendosi nel filone degli artisti controriformati di ascendenza vasariana.
Tra le sue opere principali il Martirio degli Undicimila nella chiesa di San Desiderio, Adorazione dei pastori nella chiesa di San Giovanni Battista, le Annunciazioni nella chiesa di San Pierino alla Porta Lucchese, oggi a Montale (1552), e per la chiesa di San Giovanni Fuorcivitas, le Storie di san Domenico nel chiostro di chiesa di San Domenico (1596). Lavorò anche per il contado pistoiese e, occasionalmente, per Firenze e Prato (Immacolata Concezione per San Francesco, 1560-65 circa).
Suo figlio Jacopo fu pure pittore.